# Philipposcopus modestus
Philipposcopus modestus är en insektsart som beskrevs av Baker 1915. Philipposcopus modestus ingår i släktet Philipposcopus och familjen dvärgstritar. Inga underarter finns listade i Catalogue of Life.